# Efraín Alegre
Pedro Efraín Alegre Sasiain (San Juan Bautista, 18 de enero de 1963) es un abogado, catedrático universitario y político paraguayo que fue la principal figura de la oposición al Partido Colorado de 2013 a 2023, como presidente del Partido Liberal Radical Auténtico y candidato a la presidencia de Paraguay en las elecciones de 2013, 2018 y 2023.
Anteriormente fue diputado nacional, por Central, de 1998 a 2008, presidiendo la Cámara de 2000 a 2001. Fue electo senador en 2008, pero cedió su banca para ejercer como ministro de Obras Públicas y Comunicaciones bajo el gobierno de Fernando Lugo, hasta 2011.

## Biografía
Nació el 18 de enero de 1963, en la ciudad de San Juan Bautista, del Departamento de Misiones, Paraguay.
Se recibió de abogado en la Universidad Católica Nuestra Señora de la Asunción (UCA). Cursó una maestría en ciencias políticas en la Universidad Nacional de Asunción y un posgrado en derecho comunitario en la Universidad de Salamanca, España. Realizó estudios de especialización en gestión pública en la ciudad de Granada, España y en alta gerencia, en la Universidad Austral de Buenos Aires, Argentina.
Durante aproximadamente diez años, ejerció como profesor de derecho político, derecho constitucional y derecho público en la Universidad del Norte (Uninorte) en la capital del país. A los 28 años de edad, ocupó el cargo de juez y coordinador de los Juzgados de Faltas de la Municipalidad de Asunción desde 1991 hasta 1993. Además, en 1992, fue presidente de la facción juvenil del Partido Liberal Radical Auténtico denominada Juventud Liberal Radical Auténtica (JLRA) y en 1993 desempeñó el cargo de secretario general de la Gobernación de Central.
Posteriormente, se desempeñó como diputado desde 1998 hasta 2003 y desde 2003 hasta 2008. Durante su tiempo como diputado, fue electo presidente del cuerpo legislativo para el período 2000-2001. Luego, en 2008, se convirtió en senador y posteriormente solicitó permiso para asumir como ministro del Ministerio de Obras Públicas y Comunicaciones (MOPC) bajo el mandato de Fernando Lugo. Ejerció ese cargo desde agosto de ese año hasta junio de 2011.

## Trayectoria política

### Inicios
Ingresó en 1983 a la organización juvenil del Partido Liberal Radical Auténtico (PLRA) denominada Juventud Liberal Radical Auténtica (JLRA), militando en la facción del dirigente, Domingo Laíno.
Para el inicio del gobierno de Luis Alberto Wagner en la Gobernación de Central (1993-1998), Alegre es nombrado secretario general. A partir del año 1995, es electo por voto popular para formar parte del Directorio Nacional del PLRA como miembro.

### Diputado y senador
En el año 1998 fue electo como diputado nacional por el Departamento Central, y llegó a presidir esta Cámara en el periodo 2000/2001. En 2003 es reelecto diputado nacional por el Departamento Central para el periodo 2003-2008. Posteriormente, en el año 2008 fue electo senador de la República.
Como senador nacional presentó individualmente —y fueron aprobados— varios proyectos de ley, entre ellos: la creación de un sistema nacional de seguridad turística; la evaluación psicológica, como requisito primordial de admisión al plantel de la Policía Nacional; implementación de la educación vial en la malla curricular de la educación pública, desde el preescolar hasta el tercero de la media, entre otros proyectos. Alegre solo estuvo un año en la Cámara de Senadores, pues renunciaría para ocupar el cargo de ministro del Ministerio de Obras Públicas y Comunicaciones.

## Ministro de Obras Públicas y Comunicaciones (2008-11)
Para el inicio del mandato del presidente, Fernando Lugo, Alegre anunció su renuncia al Senado para encabezar la administración del Ministerio de Obras Públicas y Comunicaciones (MOPC) como ministro.
Durante su gestión, la cartera del Estado logró triplicar la histórica ejecución presupuestaria, y entre 2008 y 2010 hubo una inversión de más de 600 millones de dólares. Una de las obras más emblemáticas de su gestión fue la Costanera de Asunción, cuya palada inicial se llevó a cabo en mayo de 2010 con la presencia del presidente Fernando Lugo, el presidente del Congreso Miguel Carrizosa y la intendenta municipal de la ciudad de Asunción, en ese entonces, Evanhy de Gallegos.
Estableció por primera vez en el Paraguay, programas de mantenimiento vial en todas las rutas asfálticas del país. La reconstrucción y mantenimiento de puentes de maderas a hormigón armado, la concesión de aeropuertos y la instalación e implementación de la unidad de transparencia y participación ciudadana y la ventana de acceso a la información pública en el MOPC.
En la biografía de Alegre, puesta en la red de campaña presidencial de 2013, se afirma que «como ministro de Obras Públicas y Comunicaciones es considerado por la opinión pública como uno de los mejores en su gestión» y se le atribuyó el haber impulsado «grandes obras como: la Costanera de Asunción, la concesión del Aeropuerto Silvio Pettirossi [...] los nuevos accesos a Asunción, la restauración y puesta en valor del patrimonio arquitectónico histórico nacional, construcción del acueducto del Chaco paraguayo, el metrobús y construcción de rutas». No obstante, Fernando Lugo (y otros exfuncionarios de su gobierno) reiteradamente han señalado a Alegre de irregularidades en su gestión.
El 17 de junio de 2011, destituyen a Alegre del cargo de ministro y tres días después, se registra una masiva renuncia de funcionarios del MOPC en protesta a esa decisión del Gobierno, alegando que su despido es una «evidencia de que los valores demostrados durante su gestión, no coinciden con los intereses particulares del Gobierno actual».

## Candidaturas presidenciales

### Candidatura presidencial de 2013
En agosto de 2012, el Directorio Nacional del Partido Liberal Radical Auténtico proclamó a Efraín Alegre como candidato de consenso de los principales movimientos internos liberales para el cargo de presidente de la República. Su compañero de fórmula fue Rafael Filizzola, exministro del interior, miembro del Partido Democrático Progresista (PDP).
 

Dos meses antes de las elecciones, falleció en un accidente aéreo el candidato presidencial Lino Oviedo. Luego del suceso trágico, la dirección ejecutiva del partido UNACE (partido fundado por Lino Oviedo) decidió acompañar la candidatura de Efraín Alegre. Según Raquel Marín, viuda de Lino Oviedo, con esa alianza in extremis ellos simplemente cumplían un mandato: 

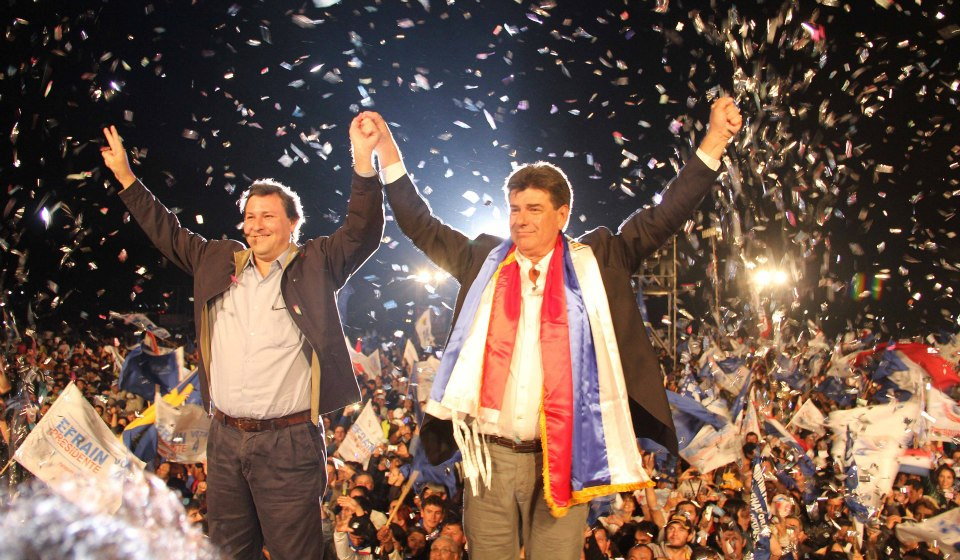
Cierre de campaña en Isla Zárate, Luque, frente a

Durante la campaña, Alegre llamó a "no volver al pasado" y a "derrotar a la narcopolítica", en abierta alusión a su rival Horacio Cartes, de quien se sospechaba sus vínculos con organizaciones ilegales. El presidente de Uruguay, en ese entonces, José Mujica, en julio de 2012, ya había hecho mención al "narcocoloradismo" como amenaza a la democracia paraguaya.
El 21 de abril de 2013, la alianza Paraguay Alegre pierde las elecciones presidenciales ante el candidato colorado Horacio Cartes, aunque el PLRA conquistó 13 senadores, 28 diputados y 4 gobernaciones.

### Presidencia del Partido Liberal Radical Auténtico
El 16 de junio de 2016, Alegre fue elegido por primera vez como presidente del Partido Liberal Radical Auténtico (PLRA), con el 38,9 % de los votos, dejando atrás a Líder Amarilla (30,3 %) y Salyn Buzarquis (27,1 %), sus principales contrincantes y sucediendo a Miguel Abdón Saguier. El nivel de participación fue de 35,57 %. El lema de campaña de Alegre fue "lejos de Cartes, cerca de la gente".
El 20 de junio de 2021, Alegre fue reelecto como presidente del Partido Liberal Radical Auténtico (PLRA), junto a Hugo Fleitas y Alba Talavera como vicepresidentes. Efraín obtuvo el 34,9 % de los votos; Salyn Buzarquis el 33,7 % y Carlos Silva el 14.1 %. El nivel de participación fue del 31,5 %.

### Candidatura presidencial de 2018
Alegre fue nuevamente candidato a presidente de la República por la Alianza GANAR, luego de triunfar en las internas del PLRA el 17 de diciembre de 2017 con el 61,1 % de los votos, frente al 26,0 % de Carlos Mateo Balmelli del Movimiento Equipo Joven. La diferencia fue en torno a los 200 000 votos. Su compañero de fórmula fue Leonardo Rubín del Frente Guasú.
Durante la campaña hizo énfasis en la reducción del costo de la energía y en una política tributaria más equitativa. Frente a un escribano público, se comprometió a firmar los siguientes cinco decretos presidenciales en caso de acceder al poder Ejecutivo:
- Reducción del costo de la energía;
- Salud pública gratuita;
- Educación y mejores oportunidades;
- Transparencia en la función pública;
- Seguridad.

En una consulta realizada por la encuestadora Ati Snead, —entre el 15 y 18 de abril del 2018— en diferentes zonas del país (como Asunción, Central, Concepción, San Pedro, Cordillera, Guairá, Caaguazú, Caazapá, Itapúa, Misiones, Paraguarí, Alto Paraná y Amambay) dio como resultado una ventaja de Efraín Alegre sobre Mario Abdo Benítez con el 46,2 % de la intención de los votos, frente a un 41,7 % del colorado.
Finalmente, las elecciones presidenciales del 2018 fueron ganadas por el colorado Mario Abdo Benítez, por un estrecho margen de 3.7 %. Durante los meses previo a las elecciones, los principales medios de comunicación presentaron periódicamente encuestas electorales que otorgaban al candidato colorado un margen superior al 30 % de votos. Sin embargo, los resultados finales mostraron que las elecciones fueron mucho más competitivas de lo que los grupos multimedios señalaron, cuyo error, según indicó un trabajo académico publicado en 2018, pudo haber incidido en el comportamiento del electorado. Para sembrar todavía más dudas respecto al proceso electoral del 2018, un alto funcionario del Tribunal Superior de Justicia Electoral (TSJE) llamado Miguel Irurburu fue grabado señalando que, a cambio de dinero, podía influir en la alteración de resultados a favor del Partido Colorado. Unos meses después, el funcionario denunciado por supuesto fraude fue destituido de su cargo, aunque no obtuvo condena alguna.

## Campaña presidencial de 2023

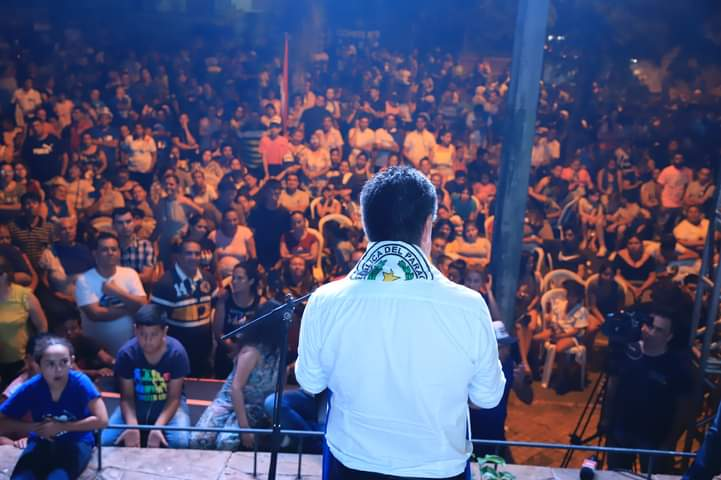
Efraín, durante un acto proselitista en Asunción, 2022.

En febrero de 2022, Efraín Alegre oficializó su precandidatura a la presidencia de Paraguay a través de la coalición política llamada oficialmente Concertación Para Un Nuevo Paraguay, y conocida como Concertación Nacional. Esta coalición fue creada en el mismo año e inicialmente estuvo compuesta por 23 partidos políticos que representaron un espectro ideológico que va desde la izquierda hasta la derecha. El objetivo de la coalición era formar una fuerza opositora unificada para las elecciones presidenciales.
A inicios y mediados del 2022, Efraín ha utilizado en las redes sociales el hashtag #PatriaOMafia o #ParaguaySinMafias como eslogan de su campaña electoral, aunque eventualmente ha utilizado también #EnLaConcertaciónEstamosTodos y a mediados de diciembre, luego de su victoria en las internas, añadió otro más: #ElCambioYaLlega.
Uno de sus asesores políticos ha sido el español Antonio Solá, quien se autoproclama como "creador de presidentes" y este lo ha acompañado también en 2013. A inicios del 2022, la empresa publicitaria, Comunicá, se ha hecho cargo del asesoramiento en el área de marketing digital y posteriormente, Oniria, que se sumó desde el año 2023.
Alegre ha confirmado que uno de los principales financiadores de su campaña presidencial ha sido el exsenador Alfredo Jaeggli, quien también pertenece al Partido Liberal Radical Auténtico. Asimismo, ha mencionado que en varias ocasiones Jaeggli le ha prestado su avión para cumplir con su agenda tanto dentro como fuera del país.
Durante los meses de junio y julio de 2022, se hizo público que Payo Cubas había buscado establecer una alianza presidencial con Efraín Alegre. Cubas solicitó la realización de una encuesta original para evaluar individualmente la aceptación que ambos recibirían como posibles candidatos a la presidencia. En otras palabras, deseaba determinar si él o Efraín gozaban de mayor aceptación como aspirantes presidenciales. Sin embargo, dicha solicitud no tuvo éxito y no se llevó a cabo la mencionada encuesta. Tras ese suceso, finalmente Cubas decidió desvincularse de la Concertación Nacional para inscribir su candidatura de forma independiente y estableciendo una chapa presidencial con quién vendría a ser su compañero de fórmula, Stilber Valdés, por el Partido Cruzada Nacional, que no estaba ligado a esta coalición política.

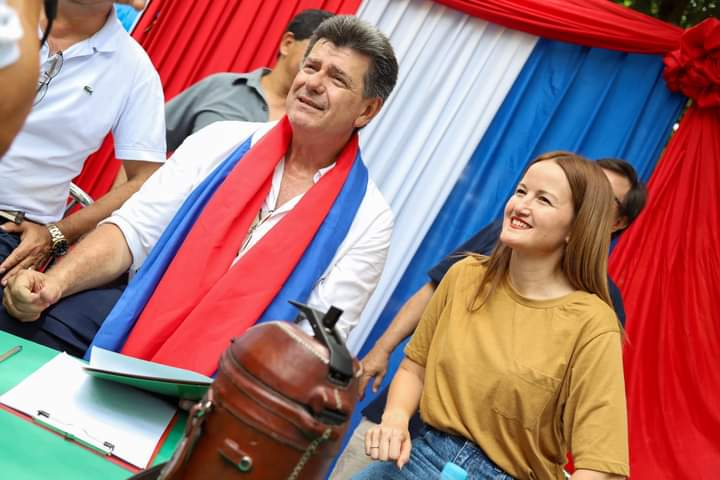

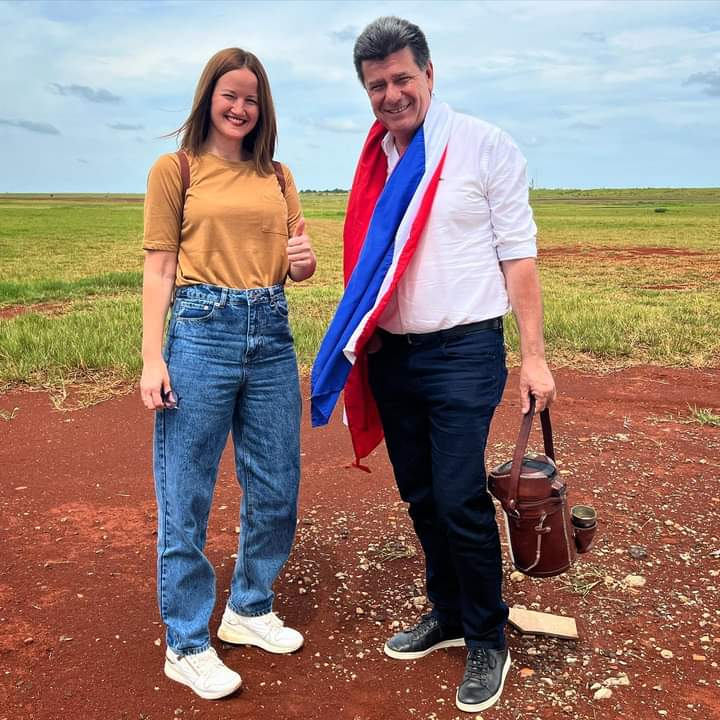
Efraín y Soledad Núñez en 2022.

El 16 de agosto de 2022, Alegre confirmó que su compañera de fórmula para los comicios será la exministra de la Secretaría Nacional de Vivienda y Hábitat, Soledad Núñez, como precandidata a la vicepresidencia.
Ya establecida la chapa presidencial, se inició en septiembre de 2022 una invitación destinada principalmente a partidarios de sus respectivos partidos políticos para una cena exclusiva con el costo de adhesión de USD 2.000 a fin de recaudar para el fondo de su campaña electoral con vistas a las elecciones generales de Paraguay de 2023.
El 9 de septiembre de ese año, Miguel Prieto, intendente municipal de Ciudad del Este y perteneciente al Movimiento Conciencia Democrática "Yo Creo", oficializó su apoyo a la chapa presidenciable Alegre-Núñez.
Más tarde, durante un acto proselitista en la ciudad de Presidente Franco, Efraín prometió que su primer decisión como presidente de Paraguay, será firmar un decreto sobre una nueva política energética del Paraguay a efectos de un mayor aprovechamiento de la energía eléctrica generada por las represas binacionales de Itaipú y Yacyretá. Otra de sus declaraciones ha sido que luchará contra la pobreza, el contrabando y el crimen organizado, pues según comenta, el bloque opositor se creó en respuesta a la necesidad de construir un país sin pobreza, terminar con las tierras mal habidas, combatir el contrabando y producir alimentos para la ciudadanía. Asimismo, ha mencionado que en su gobierno, Horacio Cartes y todo el clan Cartes, estarán presos, pues Alegre considera que el expresidente de Paraguay (2013-18), Horacio Cartes, es el jefe del crimen organizado transnacional, y esto último ya lo ha remarcado en numerosas ocasiones desde el 2013.

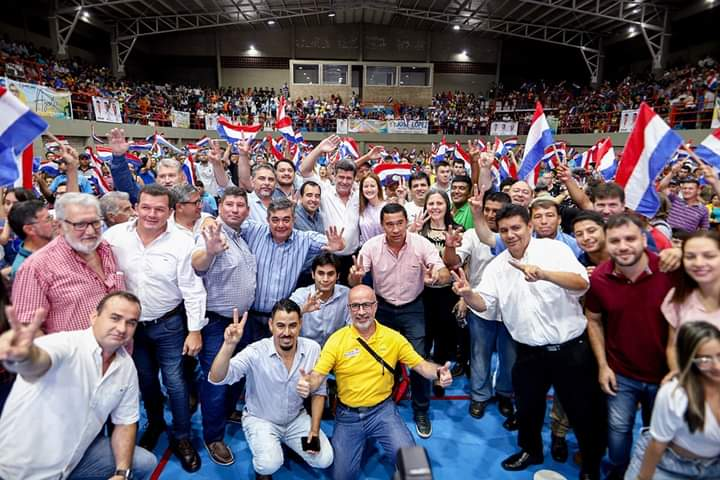
Cierre de campaña en el Departamento de Misiones, el 11 de diciembre de 2022.

Para las elecciones internas del 18 de diciembre, Efraín Alegre y Soledad Núñez se presentaron ante los electores con la lista 9 y por el movimiento Frente de Integración Liberal (FIL) por la Patria más Encuentro.
Con el 98.54% de escrutinio, la formula Alegre-Nuñez fue la ganadora de las elecciones internas de la Concertación con 59.27% contra el 16.98% de la lista 22 (Fleitas-Balmelli) y 12.69% de la lista 2 (Burt-Borja). La dupla recibió a favor 348 241 votos en total, para disputar el 30 de abril de 2023 contra la fórmula Peña-Alliana, pertenecientes al movimiento Honor Colorado de la Asociación Nacional Republicana (ANR), quienes también se habían impuestos en las internas del otro sector político a la dupla Wiens-Brunetti del movimiento Fuerza Republicana, que tiene como líder a Mario Abdo Benítez
Tras culminar las elecciones internas, tres días después, Efraín se reunió con su excontrincante presidenciable, Martín Burt, para hablar sobre la importancia de la unidad y establecer una alianza con miras a los comicios generales de 2023.  Además, Sebastián Villarejo del Partido Patria Querida (PPQ), quien compitió contra Alegre por la presidencia, emitió un mensaje en Twitter poco después del recuento de votos reconociendo su derrota y declarando su apoyo a la fórmula Alegre-Núñez para el año 2023. Alegre manifestó su intención de reunirse con otros líderes políticos, tanto de su partido como de otros, con el objetivo de fortalecer su proceso electoral. En este contexto, Efraín continuó llevando a cabo reuniones para fortalecer su apoyo electoral, y el 23 de diciembre visitó a otro referente de la Concertación Nacional, Ricardo Estigarribia, exintendente de Villa Elisa, quien como precandidato de la lista 22 (llanismo) ganó en la contienda por la Gobernación del Departamento Central contra el candidato del efrainismo, Edgar Acosta.
Más tarde, se reunió con otros de los exprecandidatos presidenciables tales como Hugo Fleitas (llanismo) y Sebastián Villarejo para entablar un vínculo partidario a efectos de acrecentar su equipo político de cara a los comicios generales de 2023.
A mediados de enero de 2023, inició su campaña nacional, como candidato oficial a la presidencia, con un proyecto denominado "Gira por el Cambio", que consistió en recorrer los diecisiete Departamentos del país en diecisiete días, teniendo como punto de inicio el Departamento de Misiones.

## Historial electoral
|  | 37.11 % |

|  | 43.04 % |

|  | 27.48 % |

## Vida privada
Efraín Alegre es un devoto católico que practica su fe, y se opone tanto al aborto como al matrimonio igualitario. Es hijo de Carlos Alegre e Irma Sasiain. Contrajo matrimonio con Mirian Graciela Irún Aquino, con quien tiene cuatro hijos: Efraín, Nadia, Lucas y Eliane.

## Libros
Al margen de su actividad política, ha publicado en 2008 el libro La tierra en Paraguay, 1947-2007: 60 años de entrega del patrimonio nacional, Stroessner y el Partido Colorado, en coautoría Aníbal Orué Pozzo. Además, en 2019, como presidente del PLRA coordinó la publicación del libro 50 años del Tratado de Itaipú que propone una nueva política energética respecto a la hidroeléctrica de Itaipú.